# 2022년 FIFA 월드컵 유럽 지역 예선 플레이오프
이 문서는 2022년 FIFA 월드컵 유럽 지역 예선 플레이오프에 대해서 다룬다. 예선 플레이오프는 단판 승부 형식을 띤 준결승전, 결승전으로 구성되어 있으며 플레이오프에서 승리한 3개 팀은 2022년 FIFA 월드컵 본선에 진출한다.

## 진행 방식
2022년 FIFA 월드컵 유럽 지역 예선 플레이오프 진행 방식은 2019년 12월 4일에 열린 유럽 축구 연맹(UEFA) 집행위원회를 통해 확정되었다.
유럽 지역 예선 플레이오프는 조별 리그에서 각 조 2위를 차지한 10개 팀, 2020-21 UEFA 네이션스리그에서 각 조 1위를 차지한 팀들 가운데 성적이 가장 높은 2개 팀이 참가한다. 준결승전과 결승전은 모두 단판 승부 형식으로 진행되는데 경기의 홈 팀은 대진 추첨을 통해 결정된다. 준결승전은 2022년 3월 24일부터 3월 25일까지, 결승전은 3월 28일부터 3월 29일까지 진행된다. 결승전에서 승리한 3개 팀은 2022년 FIFA 월드컵 본선에 진출한다.
양 팀이 정규 시간 90분(전반 45분, 후반 45분)이 끝난 상황에서 동점으로 끝난 경우에는 연장전(전반 15분, 후반 15분)을 실시한다. 연장전에서도 양 팀이 동점으로 끝난 경우에는 승부차기를 통해 승리 팀을 결정한다. 선수 교체는 한 팀당 최대 3명까지 가능하지만 연장전에 들어간 경우에는 최대 4명까지 교체할 수 있다. UEFA는 2019년 12월 4일에 스위스 니옹에서 열린 집행위원회 회의에서 2022년 FIFA 월드컵 유럽 지역 예선의 모든 경기에서 비디오 판독 기술(비디오 어시스턴트 레프리, VAR)을 사용하기로 결정했다.

## 플레이오프 진출팀
12개 팀이 플레이오프에 진출한다. 이전 월드컵 유럽 예선과 달리, 유럽 예선 조별리그의 결과만으로 참가팀이 결정되지 않는다. 12장 자리 중 2장은 UEFA 네이션스리그 2020-21년 시즌의 우선순위 1위에게 배정된다.

### 각 조 2위 팀
조별 예선에서 각 조 2위를 차지한 팀들은 플레이오프로 진출한다. 이 가운데 상위 6개 팀은 시드 팀으로 분류되고 하위 4개 팀은 비시드 팀으로 분류된다.
| 시드 | 조  | 팀           | 경기 | 승 | 무 | 패 | 득 | 실 | 차  | 승점 | Seeding                                  |
| ---- | --- | ------------ | ---- | -- | -- | -- | -- | -- | --- | ---- | ---------------------------------------- |
| 1    | A조 | 포르투갈     | 8    | 5  | 2  | 1  | 17 | 6  | +11 | 17   | 유럽 플레이오프 준결승전에서 시드 배정   |
| 2    | F조 | 스코틀랜드   | 8    | 5  | 2  | 1  | 14 | 7  | +7  | 17   | 유럽 플레이오프 준결승전에서 시드 배정   |
| 3    | C조 | 이탈리아     | 8    | 4  | 4  | 0  | 13 | 2  | +11 | 16   | 유럽 플레이오프 준결승전에서 시드 배정   |
| 4    | H조 | 러시아       | 8    | 5  | 1  | 2  | 14 | 5  | +9  | 16   | 유럽 플레이오프 준결승전에서 시드 배정   |
| 5    | B조 | 스웨덴       | 8    | 5  | 0  | 3  | 12 | 6  | +6  | 15   | 유럽 플레이오프 준결승전에서 시드 배정   |
| 6    | E조 | 웨일스       | 8    | 4  | 3  | 1  | 14 | 9  | +5  | 15   | 유럽 플레이오프 준결승전에서 시드 배정   |
| 7    | G조 | 튀르키예     | 8    | 4  | 3  | 1  | 18 | 16 | +2  | 15   | 유럽 플레이오프 준결승전에서 비시드 배정 |
| 8    | I조 | 폴란드       | 8    | 4  | 2  | 2  | 18 | 10 | +8  | 14   | 유럽 플레이오프 준결승전에서 비시드 배정 |
| 9    | J조 | 북마케도니아 | 8    | 3  | 3  | 2  | 14 | 11 | +3  | 12   | 유럽 플레이오프 준결승전에서 비시드 배정 |
| 10   | D조 | 우크라이나   | 8    | 2  | 6  | 0  | 11 | 8  | +3  | 12   | 유럽 플레이오프 준결승전에서 비시드 배정 |

### 각 조 3위 이하 팀 중 네이션스리그 각 조 1위 팀
2020-21년 UEFA 네이션스리그에서 각 조 1위를 차지한 팀이자 2022년 FIFA 월드컵 유럽 지역 예선 각 조 3위 이하 팀 중 전체 순위에서 성적이 가장 높은 2개 팀은 플레이오프에 진출하는데 추첨 과정에서는 비시드 팀으로 분류된다.
| 네이션스리그 | 전체 순위 | 승격 순위 | 네이션스리그 각 조 1위 | 예선 순위 |
| ------------ | --------- | --------- | ---------------------- | --------- |
| A            | 1         | 1         | 프랑스 &               | D조       |
| A            | 2         | 2         | 스페인 &               | B조       |
| A            | 3         | 3         | 이탈리아               | C조       |
| A            | 4         | 4         | 벨기에 &               | E조       |
| B            | 17        | 5         | 웨일스                 | E조       |
| B            | 18        | 6         | 오스트리아             | F조       |
| B            | 19        | 7         | 체코                   | E조       |
| B            | 20        | 8         | 헝가리                 | I조       |
| C            | 33        | 9         | 슬로베니아             | H조       |
| C            | 34        | 10        | 몬테네그로             | G조       |
| C            | 35        | 11        | 알바니아               | I조       |
| C            | 36        | 12        | 아르메니아             | J조       |
| D            | 49        | 13        | 지브롤터               | G조       |
| D            | 50        | 14        | 페로 제도              | F조       |

설명
- &  해당 팀은 유럽 예선 조별 리그 각조 1위팀 자격으로 월드컵 본선에 직행진출하였다.
- 유럽 예선 조별 리그에서 각조 2위팀 자격으로 플레이오프에 진출하였다.
- (굵은글씨) 팀은 해당 팀의 FIFA 월드컵 유럽 예선 소속 조의 상위 두 팀들 바깥에 있는(각 조 3위 이하) 유럽 네이션스리그 각조 1위팀들 중 최고 성적팀 자격으로 FIFA 월드컵 유럽 플레이오프에 진출했다.; 해당 팀들은 유럽 플레이오프 준결승전 대진추첨에서 비시드팀으로 배정된다.

## 대진 추첨
플레이오프에 진출한 12개 팀은 대진 추첨에서 4개 팀이 참가하는 3가지 패스로 나뉜다. 추첨에서는 다음과 같은 절차가 적용된다.
- 시드를 배정받은 6개 팀은 추첨 순서에 따라 홈 팀으로 분류되어 준결승전 1번 ~ 6번 경기에 배정된다.
- 시드를 배정받지 않은 6개 팀은 추첨 순서에 따라 원정 팀으로 분류되어 준결승전 1번 ~ 6번 경기에 배정된다.
- 플레이오프 패스 A는 준결승전 1번 경기, 2번 경기로 구성되어 있으며 준결승전 승자는 결승전 A에 진출한다.
- 플레이오프 패스 B는 준결승전 3번 경기, 4번 경기로 구성되어 있으며 준결승전 승자는 결승전 B에 진출한다.
- 플레이오프 패스 C는 준결승전 5번 경기, 6번 경기로 구성되어 있으며 준결승전 승자는 결승전 C에 진출한다.
- 플레이오프 결승전 A, B, C를 개최하는 준결승전 승자는 추첨을 통해 결정된다.
- 플레이오프 준결승전 추첨 과정에서는 각 조 2위 팀들 가운데 상위 6개 팀이 시드 팀으로 분류되고 각 조 2위 팀들 가운데 하위 4개 팀, 네이션스리그 성적을 통해 진출한 2개 팀은 비시드 팀으로 분류된다.
- 러시아와 우크라이나는 양국 간의 정치적 분쟁을 고려하여 서로 다른 패스에 편성된다.

| 팀         | 순위 |
| ---------- | ---- |
| 포르투갈   | 1위  |
| 스코틀랜드 | 2위  |
| 이탈리아   | 3위  |
| 러시아     | 4위  |
| 스웨덴     | 5위  |
| 웨일스     | 6위  |

| 팀           | 순위                |
| ------------ | ------------------- |
| 튀르키예     | 7위                 |
| 폴란드       | 8위                 |
| 북마케도니아 | 9위                 |
| 우크라이나   | 10위                |
| 오스트리아   | 네이션스리그 18순위 |
| 체코         | 네이션스리그 19순위 |

## 패스 A
2022년 러시아의 우크라이나 침공 때문에, 우크라이나 축구 협회는 FIFA에 스코틀랜드 대표팀과 플레이오프 경기를 연기해달라는 요구서를 제출하였다. 스코틀랜드 축구 협회는 이에 동의하고 2022년 3월 8일에 FIFA는 스코틀랜드 대 우크라이나 경기와 패스 A 결승전 경기를 2022년 6월로 연기하였다. 단, 웨일스 대 오스트리아 경기는 예정대로 진행되었다.
|  | 준결승전                  | 준결승전   |                         |   | 결승전 | 결승전 |
|  |                           |            |                         |   |        |        |
|  | 2022년 3월 24일 - 카디프  |            |                         |   |        |        |
|  |                           |            |                         |   |        |        |
|  | 웨일스                    | 2          |                         |   |        |        |
|  | 웨일스                    | 2          | 2022년 6월 5일 - 카디프 |   |        |        |
|  | 오스트리아                | 1          |                         |   |        |        |
|  | 오스트리아                | 1          | 웨일스                  | 1 |        |        |
|  | 2022년 6월 1일 - 글래스고 |            | 웨일스                  | 1 |        |        |
|  |                           | 우크라이나 | 0                       |   |        |        |
|  | 스코틀랜드                | 우크라이나 | 0                       | 1 |        |        |
|  | 스코틀랜드                |            |                         | 1 |        |        |
|  | 우크라이나                | 3          |                         |   |        |        |
|  | 우크라이나                | 3          |                         |   |        |        |

### 준결승전
| 스코틀랜드        | 1 - 3 | 우크라이나                                                        |
| ----------------- | ----- | ----------------------------------------------------------------- |
| 캘럼 맥그레거 79′ |       | 32′ 안드리 야르몰렌코 · 48′ 로만 야렘추크 · 90+5′ 아르템 도우비크 |

| 웨일스               | 2 - 1 | 오스트리아        |
| -------------------- | ----- | ----------------- |
| 가레스 베일 24′, 51′ |       | 64′ 마르첼 자비처 |

### 결승전
| 웨일스                         | 1 - 0 | 우크라이나 |
| ------------------------------ | ----- | ---------- |
| 안드리 야르몰렌코 34′ (자책골) |       |            |

웨일스가 오스트리아와 우크라이나를 이기고 2022년 FIFA 월드컵 본선에 진출하였다.

## 패스 B
폴란드, 체코, 스웨덴 축구 협회는 2022년 2월 24일에 공개된 공동 성명을 통해 러시아의 우크라이나 침공에 항의하는 차원에서 러시아에서 열리는 경기를 거부하겠다는 입장을 표명했다. 유럽 축구 연맹(UEFA) 집행위원회는 2월 25일에 러시아에서 UEFA 주관 대회 개최를 중단한다고 발표했으나 FIFA 월드컵 예선은 FIFA 관할이기 때문에 적용되지 않았다. 2월 26일에는 폴란드, 스웨덴 축구 협회가 경기 개최 장소를 변경하지 않으면 러시아와의 경기를 거부하겠다는 입장을 표명했고 2월 27일에는 체코 축구 협회가 러시아와의 경기를 거부하겠다는 의사를 밝혔다.
국제 축구 연맹(FIFA)는 2022년 2월 27일에 공개된 공식 성명을 통해 "러시아는 러시아 축구 연합(RFU) 명의로 참가해야 하며 국기와 국가를 사용해서는 안 된다. 또한 홈 경기는 중립 지대에서 관중 없이 개최해야 한다."고 밝혔다. 또한 FIFA는 상황을 예의 주시하면서 대회에서 퇴출될 가능성이 있음을 밝혔다. 그러나 FIFA와 UEFA는 2월 28일에 공개된 공동 성명을 통해 러시아의 축구 클럽과 국가대표팀이 모든 국제 축구 대회에 참가할 자격을 무기한 박탈한다고 결정했다.
2022년 3월 8일, FIFA 조직위원회 사무국은 폴란드에 패스 B 준결승전에서 부전승(실격승) 처리하고 패스 B 결승전에 직행하여 스웨덴 대 체코 승자와 맞대결할 수 있도록 하였다. 러시아 축구 연합은 FIFA와 UEFA의 대러시아 제재 조치(러시아 국가대표팀과 클럽팀들의 국제 대회 전면 참가 금지)에 반대하여 스포츠 중재 재판소(CAS)에 항소했으나 2022년 3월 18일에 기각당했다.
|  | 준결승전                        | 준결승전 |        |   | 결승전 | 결승전 |
|  |                                 |          |        |   |        |        |
|  | 2022년 3월 24일 - 모스크바 취소 |          |        |   |        |        |
|  |                                 |          |        |   |        |        |
|  | 러시아 (실격)                   |          |        |   |        |        |
|  | 2022년 3월 29일 - 호주프        |          |        |   |        |        |
|  | 폴란드 (몰수승)                 | w/o      |        |   |        |        |
|  | 폴란드 (몰수승)                 | w/o      | 폴란드 | 2 |        |        |
|  | 2022년 3월 24일 - 솔나          |          | 폴란드 | 2 |        |        |
|  |                                 | 스웨덴   | 0      |   |        |        |
|  | 스웨덴(연)                      | 스웨덴   | 0      | 1 |        |        |
|  | 스웨덴(연)                      |          |        | 1 |        |        |
|  | 체코                            | 0        |        |   |        |        |
|  | 체코                            | 0        |        |   |        |        |

### 준결승전
| 러시아 (실격패) | 취소 폴란드 몰수승 | 폴란드 |
| --------------- | ------------------ | ------ |
|                 |                    |        |

| 스웨덴           | 1 - 0 (연장전) | 체코 |
| ---------------- | -------------- | ---- |
| 로빈 콰이손 109′ |                |      |

### 결승전
| 폴란드                                                       | 2 - 0 | 스웨덴 |
| ------------------------------------------------------------ | ----- | ------ |
| 로베르트 레반도프스키 49′ (페널티) · 피오트르 지엘린스키 72′ |       |        |

폴란드가 스웨덴을 이기고 2022년 FIFA 월드컵 본선에 진출하였다.

## 패스 C
최근 유로 챔피언들인 이탈리아와 포르투갈이 한 패스에 걸리는 상황이 현실로 나왔고, 거기에 독일을 상대로 이변을 일으켰던 북마케도니아, 네덜란드를 상대로 4득점으로 대파하며 이변을 일으켰던 튀르키예가 한 조에 모여서 죽음의 조가 되었다. 일단 큰 이변이 없다면 이탈리아와 포르투갈이 파이널에서 만날이 가장 크다. 두 팀은 UEFA 유로 2020, UEFA 유로 2016 우승팀인 반면 북마케도니아와 튀르키예는 가장 최근 열린 메이저 대회인 유로 2020에서도 나란히 최하위권인 23위와 24위를 기록하는 좋지 않은 모습을 보였고, 객관적인 전력 차도 매우 크다. 그러나 네 팀 중 월드컵에 갈 수 있는 팀은 단 한 팀 뿐으므로 FIFA 월드컵 우승 4번(1934, 1938, 1982, 2006)에 빛나는 이탈리아가 두 대회 연속으로 월드컵에 못 나가거나, 크리스티아누 호날두의 포르투갈이 월드컵에 못 나가게 된다.
|  | 준결승전                   | 준결승전     |                          |   | 결승전 | 결승전 |
|  |                            |              |                          |   |        |        |
|  | 2022년 3월 24일 - 포르투   |              |                          |   |        |        |
|  |                            |              |                          |   |        |        |
|  | 포르투갈                   | 3            |                          |   |        |        |
|  | 포르투갈                   | 3            | 2022년 3월 29일 - 포르투 |   |        |        |
|  | 튀르키예                   | 1            |                          |   |        |        |
|  | 튀르키예                   | 1            | 포르투갈                 | 2 |        |        |
|  | 2022년 3월 24일 - 팔레르모 |              | 포르투갈                 | 2 |        |        |
|  |                            | 북마케도니아 | 0                        |   |        |        |
|  | 이탈리아                   | 북마케도니아 | 0                        | 0 |        |        |
|  | 이탈리아                   |              |                          | 0 |        |        |
|  | 북마케도니아               | 1            |                          |   |        |        |
|  | 북마케도니아               | 1            |                          |   |        |        |

### 준결승전
| 이탈리아 | 0 - 1 | 북마케도니아         |
| -------- | ----- | -------------------- |
|          |       | 트라이코프스키 90+2′ |

| 포르투갈                               | 3 - 1 | 튀르키예 |
| -------------------------------------- | ----- | -------- |
| 몬테이루 15′ · 조타 42′ · 누네스 90+4′ |       | 부락 65′ |

### 결승전
| 포르투갈                   | 2 - 0 | 북마케도니아 |
| -------------------------- | ----- | ------------ |
| 브루누 페르난드스 32′, 65′ |       |              |

포르투갈이 튀르키예와 북마케도니아를 이기고 2022년 FIFA 월드컵 본선에 진출하였다.